# Conjunt d'illes de cases dels carrer Sant Pere i Gravina
El Conjunt d'illes de cases dels carrer Sant Pere i Gravina és una obra de Tarragona protegida com a Bé Cultural d'Interès Local.

## Descripció
Els edificis dels carrers San Pere i Gravina presenten sectors que han perdut gairebé la seva tipologia històrica de construcció d'aquest barri portuari, restant només aquest testimoni.